# Muerte de Lucas Villa
La muerte de Lucas Villa Vásquez, un líder estudiantil de 37 años de edad de Ciencias del Deporte y la Recreación de la Universidad Tecnológica de Pereira, ocurrió el 11 de mayo de 2021 en Pereira durante el Paro Nacional del 2021 en Colombia.

## Biografía
Nacido en 1984 en Pereira, Colombia, Lucas Villa era estudiante de Ciencias del Deporte y la Recreación en la Universidad Tecnológica de Pereira. Se desempeñaba como profesor de yoga y psicoterapeuta. Lucas decidió iniciar sus estudios universitarios a los 33 años, después de un proceso de autoconocimiento y reflexión sobre su propósito de vida. Durante ese tiempo, practicó diversas disciplinas deportivas, incluyendo artes marciales, y veía en el deporte una herramienta para el desarrollo integral de las personas.

## Asesinato
El 5 de mayo de 2021, Lucas Villa, líder estudiantil y activista, participaba en una manifestación pacífica en el Viaducto César Gaviria Trujillo, que conecta las ciudades de Pereira y Dosquebradas, en el marco del Paro Nacional en Colombia.
Entre las 14:00 y las 16:00 horas, Villa participó en actividades culturales y discursos en el Parque Olaya. A las 17:28, llegó al viaducto, donde continuó marchando con otros manifestantes. A las 19:31, mientras caminaba en dirección sur acompañado de un grupo de personas, dos motocicletas se acercaron desde la salida este del viaducto. Ocho segundos después, uno de los pasajeros descendió de la moto y realizó ocho disparos en un lapso de cuatro segundos. Villa fue alcanzado por tres de ellos, incluyendo un disparo en la oreja izquierda a menos de un metro de distancia. Fue trasladado en un vehículo particular al Hospital Universitario San Jorge, ingresando a urgencias a las 19:59. Falleció el 11 de mayo de 2021, tras permanecer varios días en estado crítico.

### Investigación y hallazgos
La investigación reveló que las motocicletas involucradas habían pasado por la escena al menos seis veces antes del ataque, lo que indica una vigilancia previa. Además, se identificó que la policía no acordonó la escena ni recolectó pruebas de manera inmediata. La necropsia confirmó que uno de los disparos fue realizado a corta distancia, presentando signos de "tatuaje" por pólvora.

## Responsables señalados
La Fiscalía General de la Nación atribuye el homicidio a miembros de la banda criminal La Cordillera, organización que opera en el Eje Cafetero. Según la Fiscalía, los manifestantes liderados por Villa bloqueaban el paso de la droga por el viaducto César Gaviria, lo cual generaba pérdidas millonarias a esa estructura delincuencial.
Dos de los principales implicados son:
- Jonatan Stiven Mejía Hurtado (alias “Truán” ): Según la Fiscalía fue el presunto jefe de sicarios de la banda La Cordillera en el Eje Cafetero.[8] Villa habría sido asesinado bajo sus órdenes como represalia por las protestas que afectaban los negocios ilegales de la organización. La Fiscalía lo capturó el 13 de julio de 2023 en Dosquebradas (Risaralda).[9] En julio de 2024 fue oficialmente imputado (procesado) por homicidio agravado, tentativa de homicidio agravado, concierto para delinquir y porte ilegal de armas[6] Según la acusación, Mejía Hurtado –alias Truán– coordinó la logística del crimen, seleccionó a los hombres armados que siguieron a la víctima y participó en la ejecución del ataque[9]
- John Alexander Mejía Hurtado (alias “Carevieja”): Hermano de Jonatan, señalado como segundo articulador del homicidio. La Fiscalía lo describe como el encargado de la logística y el tráfico de estupefacientes en el barrio San Judas de Dosquebradas.[6] Fue detenido en octubre de 2023[7] y, junto con su hermano, fue imputado en julio de 2024 por los mismos delitos (homicidio agravado, concierto para delinquir, etc.)[6] La investigación apunta que Jonatan “Truán” entregó la orden de matar a Lucas Villa a John Alexander “Carevieja” para garantizar el paso de drogas por el viaducto, restableciendo así el flujo ilícito bloqueado por las protestas[7]

## Amenazas y siguimientos
Según La Silla Vacía, la familia de Villa ha denunciado múltiples amenazas e intimidaciones desde el asesinato del líder estudiantil en mayo de 2021. Estas amenazas han sido dirigidas principalmente a sus hermanas, Paola Villa Vásquez y Sidssy Uribe, quienes han sido activas en la búsqueda de justicia y en la denuncia de irregularidades en la investigación del caso.
- Paola Villa Vásquez: Ha reportado amenazas de muerte a través de redes sociales y seguimientos por parte de desconocidos. Atribuye estas acciones a su activismo en redes sociales y a sus críticas hacia la Fiscalía, el alcalde de Pereira y los presuntos responsables del asesinato de su hermano.[11]
- Sidssy Uribe: También ha denunciado amenazas de muerte y seguimientos. En una entrevista con Caracol Radio, mencionó que fue interceptada y amenazada por un hombre, y que, a pesar de haber interpuesto denuncias, no ha recibido acompañamiento por parte de las autoridades.[12]

Cinco compañeros de Lucas Villa, junto con su familia y el Comité de Derechos Humanos de Risaralda, expresaron a La Silla sus sospechas de que la Policía habría identificado y seguido de manera deliberada a personas destacadas dentro de las manifestaciones, especialmente a estudiantes de la Universidad Tecnológica de Pereira (UTP), una universidad pública cuyos alumnos han tenido un papel activo en el paro.

## Cuestionamientos a la versión oficial
Según La Silla Vacía, La familia de Lucas Villa rechaza la versión oficial de la Fiscalía, argumentando que el crimen fue premeditado y que existió una "maquinaria de preparación" detrás del atentado, en referencia a presuntos actos de seguimiento, uso de láseres y grabaciones durante la protesta.
Según los registros de radiocomunicaciones publicados por El Espectador, el coronel Aníbal Villamizar, quien en ese momento era comandante de la Policía Metropolitana de Pereira, no emitió ninguna instrucción al grupo de reacción que se encontraba a solo 400 metros del viaducto para que interviniera después del ataque.

Esa noche, minutos después de los disparos, los cuadrantes 14 y 10 de Dosquebradas se desplazaron hacia el viaducto —como se observa en la grabación de la cámara de seguridad—, pero desde la central de comunicaciones recibieron inicialmente una orden de carácter disuasivo:
"No se acerquen mucho, no falta que nos estén esperando a nosotros".
Momentos después, un agente pregunta a la central por la situación en el viaducto. La respuesta fue:
“No lleguemos, no lleguemos, al parecer hay una persona lesionada ahí manipulando unos elementos, unos explosivos o algo así, no lleguemos las unidades”.
Posteriormente, se emitió la orden explícita de retirarse del lugar:
“Retiremos, es tan amable, de ese sector, de pronto va y dicen que fue la Policía o algo por el estilo, entonces retirémonos, dejemos solo ese sector, seguridad policial primero que todo”.
Minutos antes de las 7:42 p. m., el cuadrante 14 informó que se alejaba por el centro comercial La Popa, a 300 metros del viaducto. Otra unidad reportó estar más lejos, cerca del barrio Santa Isabel, y una más indicó que ya iba por la glorieta de Postobón, a más de un kilómetro del lugar. La central respondió con un “Erre” y agregó:
“Dios lo hizo y ellos solitos se joden”
Colombia+20 consultó a la oficina de prensa del general Jorge Luis Vargas, director de la Policía Nacional, sobre el caso: “Desde el momento en que ocurrieron los hechos, el director general dio instrucciones precisas al director de Seguridad Ciudadana, general Bustamante, y al director de la Dijín, general Murillo, para desplazarse a la zona y ponerse al frente del tema”. Sin embargo, según registros de comunicaciones y grabaciones obtenidas por El Espectador, no se observó una respuesta inmediata por parte de la Policía, lo que ha generado críticas sobre su actuación.
Luz Adriana González, integrante del Comité de Derechos Humanos, considera que el CTI actuó con negligencia al no presentarse en la escena del crimen la misma noche de los hechos. La Silla Vacía intentó comunicarse con uno de los investigadores del caso para verificar esta información, pero este se negó a dar declaraciones.